# Маями (окръг, Канзас)
Окръг Маями (на английски: Miami County) е окръг в щата Канзас, Съединени американски щати. Площта му е 1528 km², а населението - 30 900 души. Административен център е град Паола.